# Begonia bruneiana
Espèce
Synonymes
- Begonia bruneiana subsp. bruneiana[1]

Begonia bruneiana est une espèce de plantes de la famille des Begoniaceae.

## Répartition géographique
Cette espèce est originaire du pays suivant : Brunei.

## Liste des sous-espèces
Selon Catalogue of Life (5 février 2017) :
- sous-espèce Begonia bruneiana subsp. angustifolia
- sous-espèce Begonia bruneiana subsp. bruneiana
- sous-espèce Begonia bruneiana subsp. labiensis
- sous-espèce Begonia bruneiana subsp. retakensis

Selon World Checklist of Selected Plant Families (WCSP) (5 février 2017) :
- sous-espèce Begonia bruneiana subsp. angustifolia Sands (1996 publ. 1997)
- sous-espèce Begonia bruneiana subsp. bruneiana
- sous-espèce Begonia bruneiana subsp. labiensis Sands (1996 publ. 1997)
- sous-espèce Begonia bruneiana subsp. retakensis Sands (1996 publ. 1997)

Selon Tropicos (5 février 2017) (Attention liste brute contenant possiblement des synonymes) :
- sous-espèce Begonia bruneiana subsp. angustifolia Sands
- sous-espèce Begonia bruneiana subsp. bruneiana
- sous-espèce Begonia bruneiana subsp. labiensis Sands
- sous-espèce Begonia bruneiana subsp. retakensis Sands